# 東京都立中央ろう学校
東京都立中央ろう学校（とうきょうとりつ ちゅうおうろうがっこう）は、東京都杉並区に所在する、聴覚障害のある生徒を対象とした特別支援学校である。中学部と高等部を備えた中高一貫校で、大学進学を目指すろう学校としては日本で唯一の学校である。2006年（平成18年）に開校した。

## 概要
本校では、中学部および高等部の入学者選抜を「前期推薦募集」と「後期一般募集」の2方式で実施している。
「前期推薦募集」では、在籍校の校長による推薦が必要であり、推薦基準として、国語、数学、英語、芸術、スポーツのいずれかの分野で実績があることが求められる。中学部・高等部ともに面接のみが選考に用いられる。
「後期一般募集」では、中学部では適性検査と面接を実施し、高等部では国語、数学、英語、作文による学力調査および面接が行われる。
募集定員は、中学部が3学級18名、高等部が3学級24名（内部進学者を含む）である。
通学区域は東京都内全域となっており、都内各地からの通学が可能である。

## 沿革
- 2004年（平成16年）11月25日 - 東京都特別支援教育推進計画が策定される[4]。
- 2005年（平成17年）4月1日 - 東京都立中央ろう学校（仮称）開設準備室が東京都立大塚ろう学校内に設置される。
- 2005年（平成17年）7月28日 - 東京都立中央ろう学校（仮称）基本計画検討委員会報告が発表される。
- 2005年（平成17年）10月13日 - 東京都立学校の設置に関する条例の改正により、東京都立中央ろう学校が設置される。
- 2006年（平成18年）4月1日 - 開校。鈴木茂樹が初代校長に着任。
- 2006年（平成18年）4月6日 - 始業式を実施。中学部2年生15名、3年生16名が大塚校舎にて登校。
- 2006年（平成18年）4月7日 - 第1回入学式を石神井校舎にて挙行。中学部19名、高等部7名が入学。
- 2006年（平成18年）10月20日 - 開校式を実施。
- 2009年（平成21年）3月30日 - 新校舎に移転。

## 部活動
- 野球部、卓球部、女子バレー部、生活文化部（中学部）
- 野球部、卓球部、陸上部、バレー部、生活文化部、テニス部（高等部）[5]

## 歴代校長
- 初代校長　鈴木茂樹[6]
- 第2代校長　久保井礼
- 第3代校長　松本弘
- 第4代校長　荒川早月
- 第5代校長　木村利男

## 所在地
- 〒168-0073　東京都杉並区下高井戸2ｰ22ｰ10

## アクセス
- 京王線・世田谷線「下高井戸駅」下車　徒歩7分
- 京王井の頭線「永福町駅」下車　徒歩10分